# Gurdwara Gau Gat
 (octobre 2014).

Le Gurdwara Gau Ghat est un temple du sikhisme qui se situe dans la ville de Ludhiana, au Pendjab, en Inde. Guru Nanak le gourou fondateur du sikhisme est passé dans cette ville lors d'un de ses nombreux voyages. Le chef d'alors lui a demandé d'empêcher que le village ne soit emporté par la rivière Sutlej qui passait en contrebas. Guru Nanak lui a conseillé de s'en remettre à Dieu, Waheguru. Des décennies plus tard la rivière a choisi un autre lit. Un terre-plein marquait l'endroit de la visite du sage jusque dans les années 1970 lorsqu'un gurudwara digne de ce nom a été construit. S'il y possède un sarovar, la piscine sacrée des temples sikhs, ce monument a la particularité d'avoir sur son autel deux Gurus Granth Sahib, le Livre saint, alors que la coutume veut qu'il n'y en ait qu'un.

Localisation: 
30° 55′ 05″ N, 75° 52′ 02″ E